# Дубровник
Дубрòвник (на хърватски: Dubrovnik; на латински: Ragusa, Рагуса) е град с древна история в най-южната част на Хърватия, на самия край на Дубровнишкия провлак. Селището е туристически център и главен град на Дубровнишко-неретванска жупания.
Разположен е на брега на Адриатическо море в Далмация и е наричан „Перлата на Адриатика“.
Към 2021 г. Дубровник наброява 41 562 души.
В миналото градът е един от важните центрове на развитие на сърбохърватския език и средище на писатели, поети, драматурзи, художници, математици, физици и други учени, макар че е център на хърватски полуекслав или т.нар. сръбско поморие, признато като сръбско и по силата на лондонския договор за присъединяването на Италия към Антантата.

## История
Дубровник (Рагуза) е основан при сливането на два града – Лаус, разположен на малък остров по южното далматинско крайбрежие, подслонил италианските бежанци от близкия град Епидаурум (днешен Цавтат), и Дъбрава, славянско селище в подножието на горист хълм.
Ивицата плитчини между двете части на града е засипана през 12 век, обединявайки селището около новопостроения площад (сега наричан Плаца или Страдун). Площадът е павиран през 1468 г. и съграден отново след земетресението от 1667 година. Градът е укрепен и две пристанища са построени на двата края на провлака.
От своето основаване през 7 век, градът е под защитата на Византия, но след кръстоносните походи Рагуза попада под венецианска власт, а според Задарския мирен договор от 1358 г. става част от Унгарско-Хърватското кралство.
Във времето от 14 век до 1808 година Дубровник е управляван като свободна държава с име Respublica Ragusina (Рагузка република). Републиката достига своя връх през 15 и 16 век, когато дубровнишката таласокрация, основаваща се на морска търговия, е единственият източноадриатически град-държава, съперничещ на Венеция и другите италиански морски републики по мощ и влияние.
Градът е управляван от аристокрация, обединена в два градски съвета (vijeće), които поддържат строга социална система, но и отменят търговията с роби в началото на 15 век и ценят високо свободата. Градът успешно балансира между интересите на Венеция и Османската империя векове наред.
В републиката постепенно настъпва упадък след криза в средиземноморската търговия и особено след катастрофалното земетресение през 1667 година. През 1699 г. градът е принуден да продаде две парчета земя от територията си на османците, за да се избави от напредващите венециански войски.
Окончателният край на републиката не е сложен от Венеция, а от силите на Наполеон, които първо завземат земите на Венеция, а впоследствие и Дубровнишката република през 1806 година. Две години по-късно градът става част от Илирийските провинции, владение на Франция.
През 1815 година, след решение на Виенския конгрес, Австрия (от 1867 г. Австро-Унгария) анексира Дубровник като част от Кралство Далмация. Под австрийска власт официалното име на селището е Рагуза. След това градът влиза в пределите на Кралството на сърби, хървати и словенци (от 1929 Югославия. През Втората световна война е окупиран от италиански и немски сили.
По време на Войната за независимост на Хърватия срещу останалите югославски сили старият град на Дубровник е обсаден и бомбардиран на 6 декември 1991, а останалата част от града търпи дори по-големи поражения от октомври 1991 до май 1992 година.
След края на войната е започнат мащабен проект за реконструиране на града със съдействието на ЮНЕСКО. Градът е възстановен в древен стил, за да запази атмосферата си. Към 2005 година по-голямата част от щетите са възстановени.

## Друга информация
Патрон на града е св. Влас (Sv. Vlaho).
Старата част на Дубровник е в списъка на ЮНЕСКО на световното наследство.
В Дубровник се говори дубровнишки говор, а прилежащата му територия е известна още от средновековието като дубровнишко крайбрежие.
Ирландският драматург Джордж Бърнард Шоу възкликва при посещението си в града през 1929: „Този, който търси Рая на Земята, трябва да посети Дубровник“.
Дубровнишката република е първата държава в света, признала независимостта на Съединените щати.

## Забележителности
- Дворецът Спонца от XVI век
- църквата Свети Спас от XVI век
- Княжеският дворец от XV век

## Побратимени градове
| Държава             | Град                  | От   |
| ------------------- | --------------------- | ---- |
| Италия              | Равена                | 1967 |
| Хърватия            | Вуковар               | 1993 |
| Австрия             | Грац                  | 1994 |
| Швеция              | Хелсингбори           | 1996 |
| Босна и Херцеговина | Сараево               | 2007 |
| Италия              | Рагуза                | 2000 |
| САЩ                 | Монтерей (Калифорния) | 2007 |
| Франция             | Рюей Малмезон         | 2011 |

## Известни личности
Родени в Дубровник
- Руджер Йосип Бошкович (1711 – 1787), учен
- Иво Войнович (1857 – 1929), драматург
- Сръджан Лакич (р. 1983), футболист
- Йелена Лужина (р. 1950), македонска писателка
- Мавро Орбини (1563 – 1614), историк
- Милан Решетар (1860 – 1942), филолог
- Бенедикт Цуцари, последният католически архиепископ на Софийско-Пловдивската архиепархия

Починали в Дубровник
- Луйо Адамович (1864 – 1935), ботаник
- Мавро Орбини (1563 – 1614), историк
- Александър Ранкович (1903 – 1983), политик

## Галерия
- Снимки от Дубровник
- Дубровнишката катедрала